# SG Wattenscheid 09
Die SG Wattenscheid 09 (offiziell Sportgemeinschaft 09 Wattenscheid) ist ein Fußballverein aus dem Bochumer Stadtbezirk Wattenscheid. Der Verein wurde 1909 gegründet und hat rund 1000 Mitglieder. Die Vereinsfarben sind Schwarz und Weiß. Spielstätte des Vereins ist das Lohrheidestadion. Die erste Fußballmannschaft spielt seit dem Abstieg im Jahre 2023 in der fünftklassigen Oberliga Westfalen. Zwischen 1990 und 1994 gehörten die Wattenscheider der Bundesliga an, 20 Jahre lang spielten sie in der Zweiten Liga. Von 1973 bis 2010 gab es im Verein auch eine Frauenfußballabteilung. Die Frauenmannschaft spielte zwei Jahre lang in der Bundesliga, ehe die Abteilung dem Lokalrivalen VfL Bochum beitrat.

## Geschichte

### Von der Gründung zum Zweiten Weltkrieg (1909 bis 1945)
| Saison  | Liga                       | Level | Platz | Tore  | Punkte |
| ------- | -------------------------- | ----- | ----- | ----- | ------ |
| 1945/46 | Landesliga Westfalen 1     | I     | 08.   | 16:56 | 9:23   |
| 1948/49 | Landesliga Westfalen 1     | II    | 10.   | 48:55 | 20:32  |
| 1949/50 | 2. Division West, Gruppe 1 | II    | 13.   | 34:53 | 22:38  |
| 1950/51 | 2. Division West, Gruppe 1 | II    | 10.   | 44:57 | 27:33  |
| 1951/52 | 2. Division West, Gruppe 1 | II    | 07.   | 52:53 | 34:30  |
| 1952/53 | 2. Division West           | II    | 05.   | 57:46 | 35:25  |
| 1953/54 | 2. Division West           | II    | 03.   | 62:47 | 36:24  |
| 1954/55 | 2. Division West           | II    | 06.   | 43:38 | 31:25  |
| 1955/56 | 2. Division West           | II    | 07.   | 49:41 | 31:29  |
| 1956/57 | 2. Division West           | II    | 12.   | 37:52 | 25:35  |
| 1957/58 | 2. Division West           | II    | 15.   | 39:84 | 13:47  |
| 1958/59 | Verbandsliga Westfalen 2   | III   | 11.   | 33:56 | 23:33  |
| 1959/60 | Verbandsliga Westfalen 2   | III   | 03.   | 61:23 | 38:18  |
| 1960/61 | Verbandsliga Westfalen 2   | III   | 03.   | 47:36 | 32:20  |
| 1961/62 | Verbandsliga Westfalen 2   | III   | 12.   | 37:54 | 23:33  |
| 1962/63 | Verbandsliga Westfalen 2   | III   | 12.   | 33:56 | 23:33  |
| 1963/64 | Verbandsliga Westfalen 2   | III   | 12.   | 35:43 | 27:33  |
| 1964/65 | Verbandsliga Westfalen 2   | III   | 14.   | 42:57 | 28:36  |
| 1965/66 | Verbandsliga Westfalen 2   | III   | 04.   | 53:40 | 37:19  |
| 1966/67 | Verbandsliga Westfalen 2   | III   | 04.   | 44:36 | 32:24  |
| 1967/68 | Verbandsliga Westfalen 2   | III   | 03.   | 49:24 | 36:24  |
| 1968/69 | Verbandsliga Westfalen 2   | III   | 01.   | 79:27 | 50:10  |

Bereits um 1907 existierten in Wattenscheid zwei Klubs mit dem Namen Ballspielverein, die ein Jahr später fusionierten. Am 9. August 1909 wurde der Ballspiel-Verein 1909 Wattenscheid gegründet, der am 3. August 1919 mit dem TV 1901 Wattenscheid zum TuBV Wattenscheid 01 fusionierte. Im Volksmund erhielt der Verein den Spitznamen „Titten und Bullen“. Am 1. Dezember 1923 trennten sich die Vereine in Form der Reinlichen Scheidung wieder. Sportlich pendelte der Verein zumeist zwischen der zweit- und dritthöchsten Liga und stand sportlich im Schatten des Lokalrivalen SV Höntrop.
Am 14. März 1934 fusionierte der BV Wattenscheid 09 auf Druck der Nationalsozialisten mit der SG 1930 Wattenscheid zur SG Wattenscheid 09/30. Fusionspartner war der Betriebssportverein der Zeche Centrum-Morgensonne. Bereits ein Jahr später gelang der Aufstieg in die zweitklassige Bezirksklasse. Der angestrebte Aufstieg in die erstklassige Gauliga Westfalen wurde zunächst mehrfach verfehlt. 1939 scheiterte die Mannschaft nach einer 0:8-Niederlage im direkten Duell an Preußen Münster, vier Jahre später hatte die SpVgg Erkenschwick die Nase vorn. 1944 hatte die Wehrmacht SG Minden den besseren Torquotienten. Aufgrund einer Ligenaufstockung gelang dennoch der Sprung in die höchste Spielklasse. Wegen des Zweiten Weltkriegs wurde die Saison nach nur zwei Spieltagen abgebrochen.

### Nachkriegszeit (1945 bis 1969)

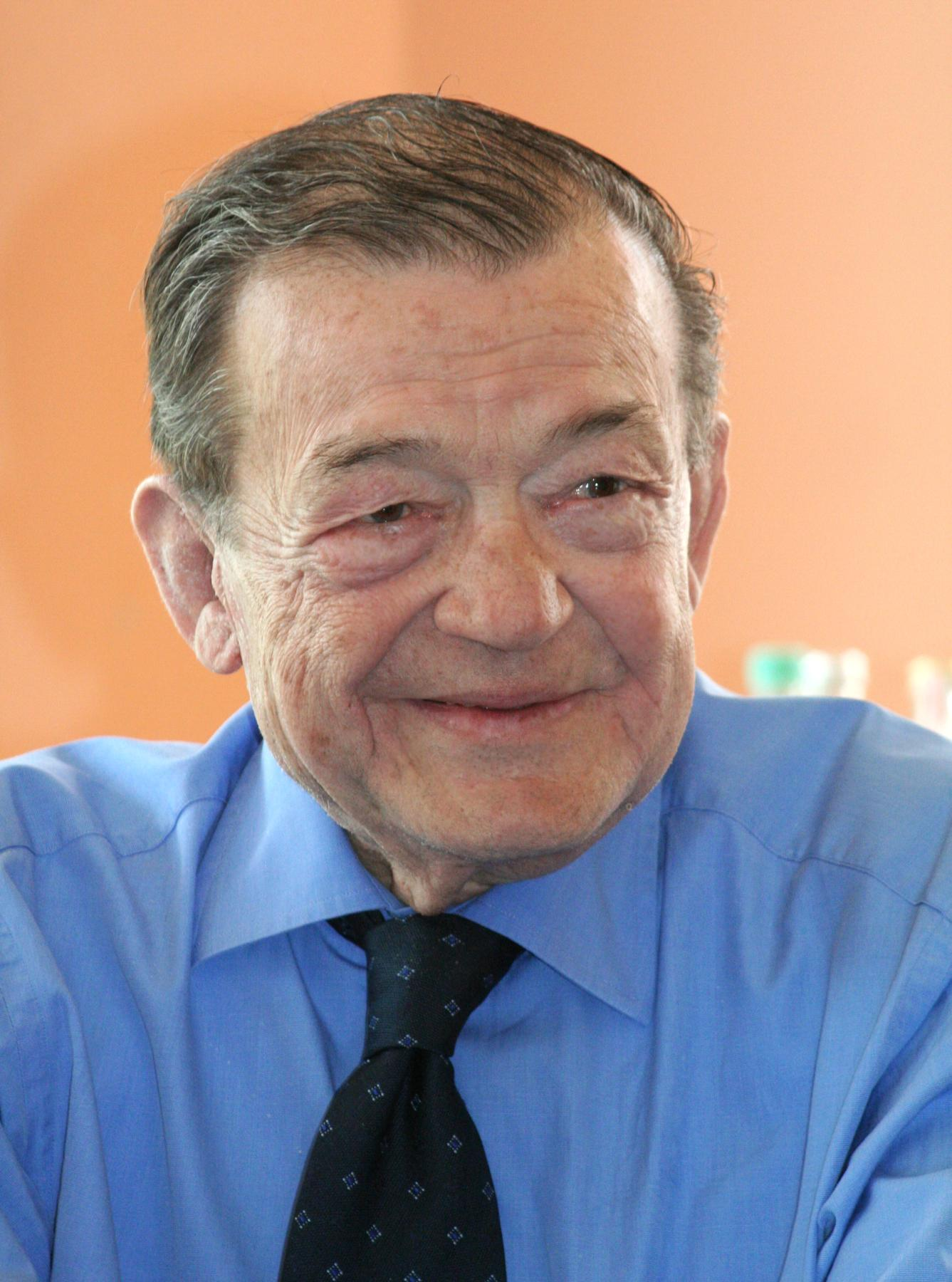
Klaus Steilmann

Unmittelbar nach Kriegsende wurde aus der SG 09/30 Wattenscheid die heutige SG Wattenscheid 09. Zusammen mit den anderen Gauligisten der Jahre 1939 bis 1944 wurde der Verein in die Landesliga Westfalen eingereiht, aus der die Wattenscheider absteigen mussten und prompt in die Drittklassigkeit durchgereicht wurden. 1948 gelang der Wiederaufstieg in die nunmehr zweitklassige Landesliga. Ein Jahr später wurde der Verein in die neu geschaffene 2. Division West aufgenommen. In der Saison 1952/53 sorgten die 09er im Westdeutschen Pokal für Furore. In der zweiten Runde gelang ein 1:0-Sieg über den Oberligisten FC Schalke 04, in der dritten Runde wurde mit Preußen Münster ein weiterer Erstligist besiegt. Das Aus kam im Viertelfinale gegen den VfB Bottrop.
Im Jahre 1954 standen die Wattenscheider kurz vor dem Aufstieg in die Oberliga West. Am letzten Spieltag trafen sie als Tabellendritter auf Westfalia Herne, das mit einem Punkt Vorsprung auf einem Aufstiegsplatz stand. Vor 18.000 Zuschauern gewannen die Herner mit 2:1 und stiegen auf. In den folgenden Jahren fiel die Mannschaft ins Mittelmaß zurück, 1958 musste sie den Abstieg in die Verbandsliga Westfalen hinnehmen. Zur gleichen Zeit gründete der aus Neustrelitz stammende Kaufmann Klaus Steilmann eine Bekleidungsfirma in Wattenscheid. Durch seinen Mitarbeiter Arkadius Peter kam Steilmann zum Verein; er engagierte sich als Sponsor und später auch als Vorsitzender. Nach dritten Plätzen in den Jahren 1960 und 1961 rutschten die 09er in den Tabellenkeller und kämpften gegen den Abstieg.
1965 waren die Wattenscheider als Drittletzter sportlich eigentlich abgestiegen; sie blieben jedoch aufgrund einer Kette von glücklichen Ereignissen in der Liga. Zunächst verblieb der FC Schalke 04 aufgrund des Lizenzentzugs von Hertha BSC in der Bundesliga. Als Folge davon musste der STV Horst-Emscher nicht aus der Regionalliga West absteigen. Als dann noch der VfL Bochum durch Münzwurf gegenüber der SpVgg Erkenschwick in die Regionalliga aufstieg, war für Wattenscheid der Klassenerhalt in der Verbandsliga gesichert. Zuvor gewann die SG noch ein Entscheidungsspiel gegen die SpVg Beckum mit 1:0.
Ein Jahr später verließ der Verein seine bisherige Spielstätte Stadion Beckmannshof und zog in das Lohrheidestadion. Dieser Umzug war nicht unproblematisch, da insbesondere der bisherige Nutzer Sportfreunde Rot-Weiß Leithe wenig erfreut über den neuen Untermieter war. Sportlich drangen die 09er in die Spitzengruppe der Verbandsliga vor. 1969 wurden die Wattenscheider um Torjäger Gerd Haselhoff Meister ihrer Staffel und setzten sich in der anschließenden Aufstiegsrunde zur Regionalliga durch. Das Endspiel um die Westfalenmeisterschaft gegen die DJK Gütersloh ging jedoch mit 1:3 verloren.

### Weg in die Bundesliga (1969 bis 1990)
| Saison  | Liga               | Level | Platz | Tore   | Punkte |
| ------- | ------------------ | ----- | ----- | ------ | ------ |
| 1969/70 | Regionalliga West  | II    | 08.   | 49:53  | 34:34  |
| 1970/71 | Regionalliga West  | II    | 13.   | 45:52  | 28:40  |
| 1971/72 | Regionalliga West  | II    | 12.   | 43:49  | 30:38  |
| 1972/73 | Regionalliga West  | II    | 05.   | 70:60  | 40:28  |
| 1973/74 | Regionalliga West  | II    | 01.   | 102:39 | 55:13  |
| 1974/75 | 2. Bundesliga Nord | II    | 07.   | 72:53  | 46:30  |
| 1975/76 | 2. Bundesliga Nord | II    | 08.   | 71:58  | 43:33  |
| 1976/77 | 2. Bundesliga Nord | II    | 15.   | 65:80  | 33:43  |
| 1977/78 | 2. Bundesliga Nord | II    | 06.   | 76:65  | 41:35  |
| 1978/79 | 2. Bundesliga Nord | II    | 10.   | 49:47  | 36:40  |
| 1979/80 | 2. Bundesliga Nord | II    | 05.   | 72:57  | 46:30  |
| 1980/81 | 2. Bundesliga Nord | II    | 10.   | 62:68  | 42:42  |
| 1981/82 | 2. Bundesliga      | II    | 17.   | 41:62  | 31:45  |
| 1982/83 | 2. Bundesliga      | II    | 15.   | 59:65  | 33:43  |
| 1983/84 | 2. Bundesliga      | II    | 15.   | 58:74  | 32:44  |
| 1984/85 | 2. Bundesliga      | II    | 10.   | 61:68  | 36:40  |
| 1985/86 | 2. Bundesliga      | II    | 09.   | 63:56  | 43:33  |
| 1986/87 | 2. Bundesliga      | II    | 11.   | 59:66  | 38:38  |
| 1987/88 | 2. Bundesliga      | II    | 04.   | 62:48  | 47:29  |
| 1988/89 | 2. Bundesliga      | II    | 06.   | 68:58  | 42:34  |
| 1989/90 | 2. Bundesliga      | II    | 02.   | 70:35  | 51:25  |

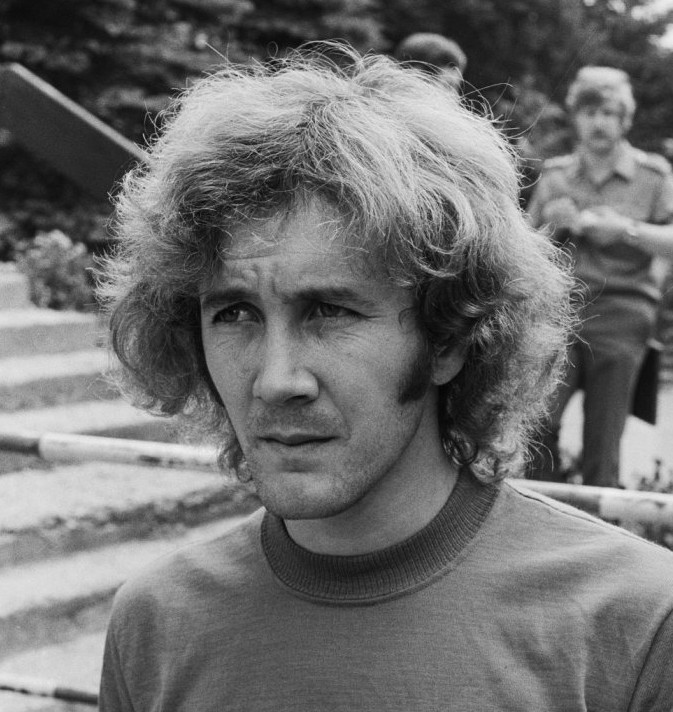
Carlos Babington

Mit dem Wattenscheider Aufstieg in die Regionalliga setzte eine Aufbruchstimmung im Vereinsumfeld ein. Oberbürgermeister Erwin Topp übernahm den Vereinsvorsitz und Mäzen Klaus Steilmann strebte die Bundesliga an. Zunächst erreichten die 09er Mittelfeldplätze. 1972 übernahm Karl-Heinz Feldkamp die Mannschaft und führte die Wattenscheider in die Spitzengruppe der Regionalliga West. Höhepunkt der Saison 1972/73 war ein 4:1-Sieg über Borussia Dortmund. Der Kicker bescheinigte den Wattenscheidern „Fußball modernster Prägung“.
Ein Jahr später sicherten sich die 09er mit 102 erzielten Toren die Meisterschaft und zogen in die Aufstiegsrunde zur Bundesliga ein. Die Mannschaft startete mit Siegen bei Eintracht Braunschweig und dem 1. FC Saarbrücken und einem Unentschieden gegen Wacker 04 Berlin. Am Ende wurden sie mit 8:8 Punkten Dritter hinter Aufsteiger Braunschweig und dem 1. FC Nürnberg. Parallel dazu sorgten die 09er im DFB-Pokal für Furore, als sie sich zunächst gegen die Bundesligisten Schalke 04 und Hertha BSC durchsetzten und im Viertelfinale erst in der Verlängerung mit 0:1 gegen den Hamburger SV verloren.
1974 nahm die 2. Bundesliga ihren Spielbetrieb auf und die Wattenscheider gingen nach der Verpflichtung des argentinischen Nationalspielers Carlos Babington als Topfavorit in die Saison 1974/75. Trotzdem kam die Mannschaft nicht über das Mittelmaß hinaus. 1977 musste sie lange um den Ligaverbleib zittern. Nach einem fünften Platz in der Saison 1979/80 mussten die 09er ein Jahr später als Zehnter erneut um den Klassenerhalt bangen. Da sich Eintracht Braunschweig in den Relegationsspielen zur Bundesliga schließlich gegen Kickers Offenbach durchsetzte, qualifizierten sich die Wattenscheider für die nunmehr eingleisige 2. Bundesliga.
Dort war die Mannschaft als Viertletzter der Saison 1981/82 eigentlich abgestiegen, verblieb aber in der Zweitklassigkeit, da der TSV 1860 München mit einem Lizenzentzug bestraft wurde. Gleichzeitig gewann Wattenscheids B-Jugend mit einem 3:1-Finalsieg über Eintracht Frankfurt die deutsche Meisterschaft. Die erste Mannschaft musste auch 1983 und 1984 lange um den Klassenerhalt zittern, ehe sie sich Mitte der 1980er Jahre im Tabellenmittelfeld etablieren konnte.
In der Saison 1987/88 spielten die Wattenscheider erstmals um den Aufstieg mit. Durch ein 1:1 beim 1. FC Saarbrücken verpassten sie aufgrund der schlechteren Tordifferenz gegenüber dem SV Darmstadt 98 die Relegation. Ein Jahr später übernahm Hans Bongartz die Wattenscheider als Trainer und führte sie auf Anhieb zur Vizemeisterschaft und zum Aufstieg in die Bundesliga. Großen Anteil am Erfolg hatten die Stürmer Maurice Banach und Uwe Tschiskale, die mit 22 Toren Torschützenkönig bzw. mit 19 Treffern zweitbester Torjäger der Saison wurden.

### Bundesliga und letzte Profijahre (1990 bis 1999)
| Saison  | Liga              | Level | Platz | Tore  | Punkte |
| ------- | ----------------- | ----- | ----- | ----- | ------ |
| 1990/91 | Bundesliga        | I     | 11.   | 42:51 | 33:35  |
| 1991/92 | Bundesliga        | I     | 16.   | 50:60 | 32:44  |
| 1992/93 | Bundesliga        | I     | 14.   | 46:67 | 28:40  |
| 1993/94 | Bundesliga        | I     | 17.   | 48:70 | 23:45  |
| 1994/95 | 2. Bundesliga     | II    | 10.   | 50:52 | 33:35  |
| 1995/96 | 2. Bundesliga     | II    | 18.   | 38:57 | 31     |
| 1996/97 | Regionalliga W/SW | III   | 01.   | 78:35 | 77     |
| 1997/98 | 2. Bundesliga     | II    | 14.   | 41:41 | 40     |
| 1998/99 | 2. Bundesliga     | II    | 17.   | 31:46 | 30     |

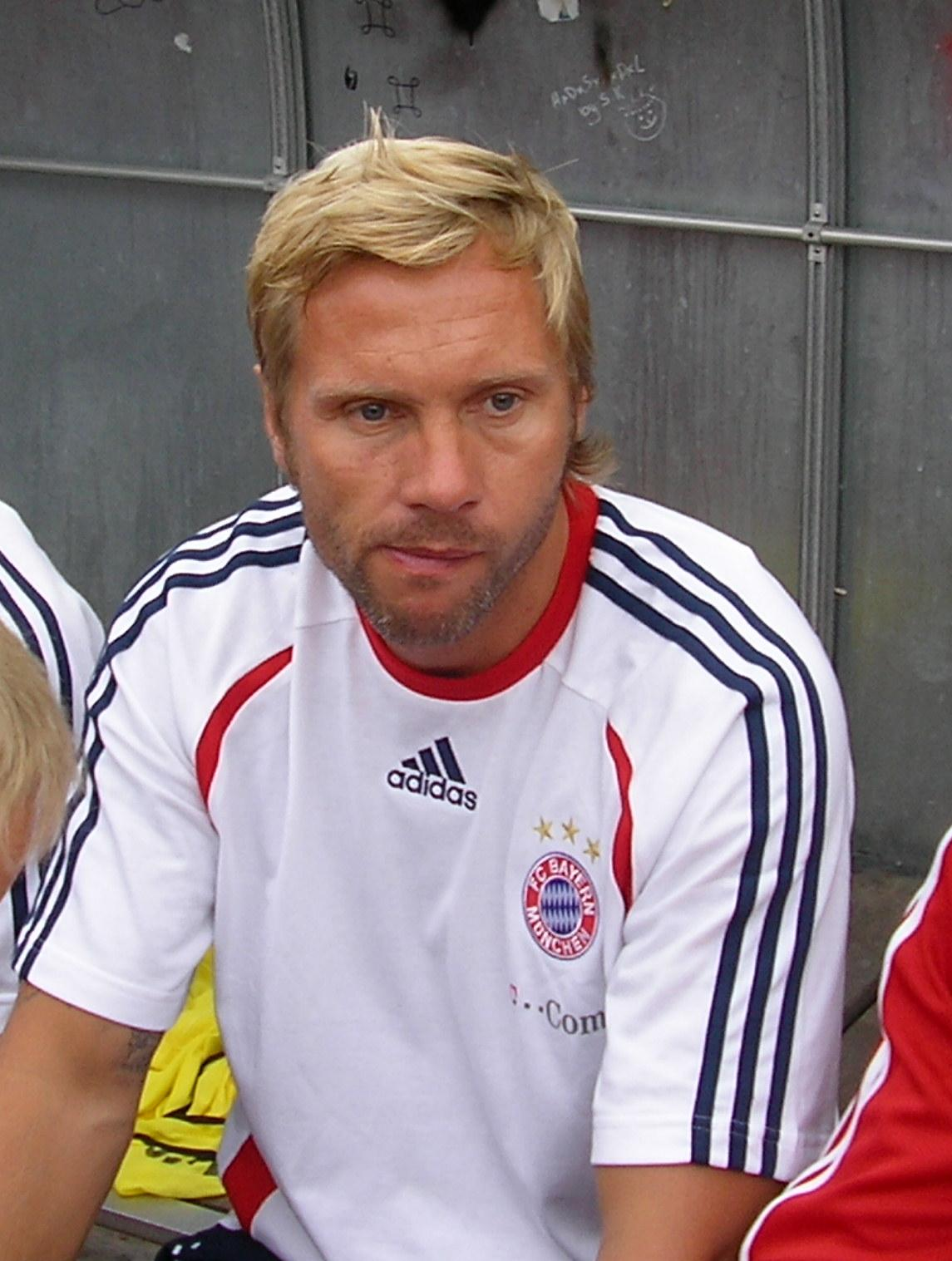
Thorsten Fink

Wattenscheids Aufstieg in die Bundesliga sorgte bei der Konkurrenz nicht nur für Freude. Der Manager des FC Bayern München, Uli Hoeneß, bezeichnete es als „das Schlimmste, was der Bundesliga passieren konnte“. Außerdem wurde der Verein vielfach als graue Maus bezeichnet. Die Bundesligaära der 09er begann mit einem 2:0-Sieg gegen Werder Bremen. Nach einer 0:7-Niederlage bei Bayern München wurde das Rückspiel, welches im Bochumer Ruhrstadion ausgetragen wurde, mit 3:2 gewonnen. Die Mannschaft, die als eine der ersten mit einer Viererkette in der Abwehr agierte, geriet nie in Abstiegsgefahr und wurde am Ende Elfter. Unterdessen spielte sie ihre erfolgreichste Saison im DFB-Pokal. Über die Stationen Werder Bremen Amateure, VfL Osnabrück und Hamburger SV erreichte sie das Viertelfinale, in dem sie bei Eintracht Frankfurt mit 1:3 unterlag.
Da das heimische Lohrheidestadion in der Saison 1991/92 umgebaut wurde, mussten die Wattenscheider ins Bochumer Ruhrstadion umziehen. In dieser Saison galt die Mannschaft als „Ableger“ des 1. FC Kaiserslautern; mit Markus Schupp, Stefan Emmerling, Hans Werner Moser, Frank Hartmann und Roger Prinzen gehörten gleich fünf ehemalige Aktive bzw. Nachwuchsspieler des damals amtierenden Deutschen Meisters dem Stammkader an, der zudem vom ehemaligen FCK-Trainer Bongartz gecoacht wurde. Trotzdem kämpfte die Mannschaft um den Klassenerhalt, der schließlich am letzten Spieltag mit einem 3:2-Sieg über Borussia Mönchengladbach gesichert wurde. Ein Jahr später feierten die Wattenscheider 2:0-Siege über Bayern München sowie den VfL Bochum und übernahmen nach dem Abstieg der Bochumer erstmals die lokale Vorherrschaft. Abseits des Platzes sorgte der Verein für Schlagzeilen, als Mäzen Klaus Steilmann seine Tochter Britta zur Managerin des Vereins machte.
In der Saison 1993/94 rutschten die Wattenscheider in die Abstiegszone. Trainer Bongartz musste im März gehen und die Mannschaft stieg als Vorletzter ab. Zwei Jahre später folgte der Abstieg aus der 2. Bundesliga, der durch die Meisterschaft in der Regionalliga West/Südwest in der Saison 1996/97 wieder korrigiert wurde. Gleichzeitig zog sich Klaus Steilmann, dessen Firma in Folge der sich ausbreitenden Globalisierung zusehends verfiel, aus der Vorstandsarbeit zurück. Zuvor hatte er mit einem freiwilligen Rückzug der Mannschaft in die Oberliga Westfalen gedroht. In der Zweitligasaison 1997/98 schafften die Wattenscheider den Klassenerhalt erst nach einem torlosen Unentschieden am letzten Spieltag beim VfB Leipzig. Ein Jahr später folgte der erneute Abstieg.

### Fahrstuhljahre (1999–2013)
| Saison  | Liga                  | Level | Platz | Tore  | Punkte |
| ------- | --------------------- | ----- | ----- | ----- | ------ |
| 1999/00 | Regionalliga W/SW     | III   | 04.   | 72:42 | 63     |
| 2000/01 | Regionalliga Nord     | III   | 11.   | 65:66 | 48     |
| 2001/02 | Regionalliga Nord     | III   | 04.   | 64:51 | 58     |
| 2002/03 | Regionalliga Nord     | III   | 04.   | 66:49 | 56     |
| 2003/04 | Regionalliga Nord     | III   | 15.   | 51:60 | 40     |
| 2004/05 | Oberliga Westfalen    | IV    | 01.   | 78:34 | 71     |
| 2005/06 | Regionalliga Nord     | III   | 16.   | 50:65 | 39     |
| 2006/07 | Oberliga Westfalen    | IV    | 16.   | 51:72 | 32     |
| 2007/08 | Verbandsliga Westf. 2 | V     | 01.   | 88:28 | 73     |
| 2008/09 | NRW-Liga              | V     | 12.   | 49:63 | 43     |
| 2009/10 | NRW-Liga              | V     | 18.   | 47:71 | 35     |
| 2010/11 | Westfalenliga 2       | VI    | 06.   | 69:48 | 53     |
| 2011/12 | Westfalenliga 2       | VI    | 01.   | 74:28 | 73     |
| 2012/13 | Oberliga Westfalen    | V     | 02.   | 70:37 | 73     |

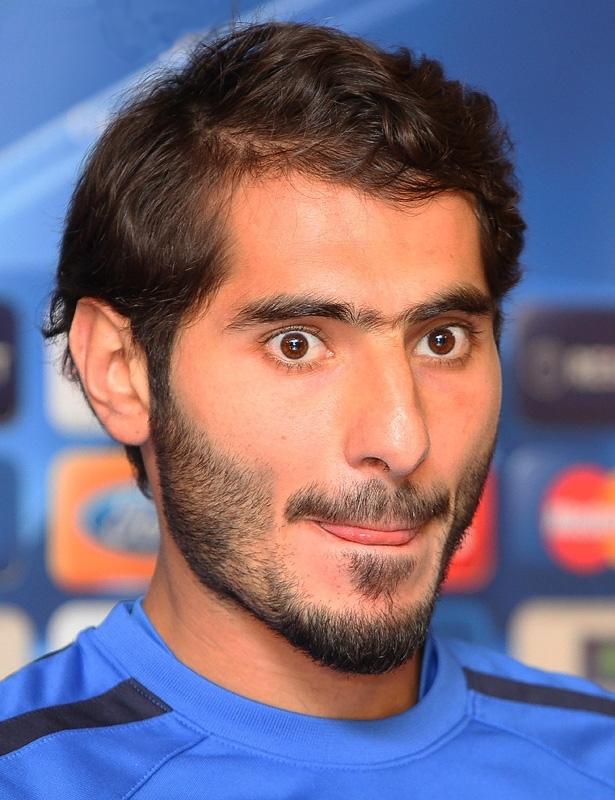
Halil Altintop

Als Vierter der Regionalligasaison 1999/2000 qualifizierten sich die 09er für die nunmehr zweigleisige Regionalliga Nord. Dort erreichte die Mannschaft in den Jahren 2002 und 2003 jeweils den vierten Platz. Als mehrere Leistungsträger wie die späteren türkischen Nationalspieler Halil und Hamit Altıntop den Verein verließen, folgte 2004 der Abstieg aus der Regionalliga nach einer 0:1-Niederlage bei Preußen Münster am letzten Spieltag. Als Meister der Oberliga Westfalen gelang 2005 der direkte Wiederaufstieg.
Es begann eine turbulente Zeit für die Wattenscheider. Dem erneuten Abstieg aus der Regionalliga im Jahr 2006 folgte der Abstieg aus der Oberliga Westfalen ein Jahr später aufgrund der schlechteren Tordifferenz gegenüber der zweiten Mannschaft von Rot Weiss Ahlen. Die wirtschaftliche Situation des Clubs war im Sommer 2007 so problematisch, dass die Insolvenz drohte. Diese konnte jedoch im Juli 2007 durch die Vorstände Rüdiger Knaup, Stefan Beermann sowie Peter Oelmann mit großer Unterstützung des Aufsichtsratsvorsitzenden Wilhelm Beermann abgewendet werden. 2008 wurde die Mannschaft Meister der Verbandsliga Westfalen 2 und schaffte die Qualifikation für die neu eingeführte NRW-Liga.
Aus dieser stiegen die 09er zwei Jahre später ab und standen ohne Mannschaft da. Mit André Pawlak übernahm ein ehemaliger Schalker Jugendtrainer das Training und führte die Mannschaft 2012 zur Meisterschaft der Westfalenliga 2. Dort hatten die Wattenscheider die Möglichkeit zur Qualifikation für die Regionalliga und mussten Relegationsspiele gegen den SV Bergisch Gladbach 09 absolvieren. Nach einem 0:2 in Bergisch Gladbach kamen sie im Rückspiel zu einem 3:2-Heimsieg, der jedoch nicht ausreichte. Wattenscheid spielte nun in der wieder eingeführten Oberliga Westfalen. Am 5. Juni 2013 gelang nach einem 1:1-Unentschieden im Nachholspiel gegen den TuS Dornberg jedoch der Aufstieg in die Regionalliga West.

### Etablierung in der Regionalliga West und Insolvenz (2013–2020)
| Saison  | Liga              | Level | Platz | Tore  | Punkte |
| ------- | ----------------- | ----- | ----- | ----- | ------ |
| 2013/14 | Regionalliga West | IV    | 15.   | 40:67 | 33     |
| 2014/15 | Regionalliga West | IV    | 13.   | 42:58 | 39     |
| 2015/16 | Regionalliga West | IV    | 08.   | 61:52 | 55     |
| 2016/17 | Regionalliga West | IV    | 08.   | 51:44 | 50     |
| 2017/18 | Regionalliga West | IV    | 11.   | 58:52 | 45     |
| 2018/19 | Regionalliga West | IV    | 11.   | 44:44 | 43     |
| 2019/20 | Regionalliga West | IV    | —     | —     | —      |

Ende Februar 2014 gab es Meldungen in der türkischen Presse über einen Einstieg des Erstligisten Galatasaray Istanbul zum Zwecke der Rekrutierung von Spielern. Schließlich wurde zwischen den Vereinen eine auf fünf Jahre befristete Kooperation vereinbart. Bis dahin soll Wattenscheid in die 3. Liga aufsteigen. Sportlich schafften die Wattenscheider trotz einiger Turbulenzen im Umfeld den Klassenerhalt. So klagten die Spieler in einem offenen Brief über nicht gezahlte Gehälter und nicht eingehaltene Absprachen von Seiten des Vorstands. Am 8. Mai 2015 teilte der Westdeutsche Fußball- und Leichtathletikverband (WFVL) mit, dass die SG Wattenscheid für die Saison 2015/16 keine Zulassung für die Regionalliga erhalten würde. Am 13. Mai 2015 wurde diese Entscheidung vom WFVL revidiert, so dass der Verein in der Saison 2015/16 in der Regionalliga antreten konnte.
Am Ende der Saison 2015/16 gewannen die Wattenscheider durch einen 3:0-Finalsieg über Rot Weiss Ahlen zum ersten Mal in der Vereinsgeschichte den Westfalenpokal. In der 1. Hauptrunde des DFB-Pokal 2016/17 trafen sie auf den Zweitligisten 1. FC Heidenheim. Trotz einer guten Vorstellung schied die SGW mit einer 1:2-Niederlage aus. Im Juli 2018 stieg das Hamburger Start-up-Unternehmen Haalo Technology als Investor ein und gab das Ziel vor, Wattenscheid zum „digitalisiertesten“ Verein Europas zu machen und den Club in den Profifußball zurückzubringen. Über einen Zeitraum von drei Jahren wollte der Investor dem Verein fünf Millionen Euro zur Verfügung stellen. Bereits Ende September wurde die Zusammenarbeit seitens des Investors wieder beendet. Grund hierfür waren unter anderem nicht mehr vorhandene Grundlagen für eine Zusammenarbeit nach internen Machtkämpfen in der Vorstandsebene des Vereins gewesen. So waren die Aufsichtsratsmitglieder Bennemann und Wieschemann nach Streit mit Aufsichtsratschef und Hauptgeldgeber Oguzhan Can zurückgetreten. Nachdem Mitte November 2018 bekannt wurde, dass der Verein Verbindlichkeiten in Höhe von knapp 200.000 Euro habe und Gehaltszahlungen teilweise ausgeblieben waren, startete er eine Crowdfunding-Kampagne, da die Verbindlichkeiten kurzfristig auf 350.000 Euro angestiegen waren und ein weiterer Spielbetrieb ohne anderweitiger Hilfe hätte eingestellt werden müssen. Der Nachbar FC Schalke 04 trat deshalb am 14. Juli 2019 zu einem Retterspiel im Lohrheidestadion an.
Ende August 2019 stellte der Verein, nachdem Aufsichtsratschef Can bereits im Juli von seinem Amt zurückgetreten war, vor dem Amtsgericht Bochum einen Antrag auf Insolvenz; auch Sportdirektor Neururer hatte sich nach bereits einem halben Jahr wieder von seinem Amt zurückgezogen. Zum 1. Oktober 2019 wurde das Verfahren eröffnet. Am 23. Oktober wurde nach erfolgloser Sponsorensuche der Spielbetrieb der ersten Herrenmannschaft in der Regionalliga eingestellt. Die Mannschaft stand somit als erster Absteiger in die fünftklassige Oberliga Westfalen fest. Der Spielbetrieb der Jugendabteilung konnte durch Mittel von Privatleuten und Unternehmern hingegen gesichert werden. Im Dezember 2019 wurde mit dem Vorsitzenden Christian Fischer (Finanzen), Stefan Beermann (Marketing), Oliver Kolenda (Jugend), Christian Pozo y Tamayo (Sport) und Patrick Urbanczik (Organisation) ein neuer Vorstand eingesetzt.

### Gegenwart (seit 2020)
| Saison  | Liga               | Level | Platz             | Tore              | Punkte            |
| ------- | ------------------ | ----- | ----------------- | ----------------- | ----------------- |
| 2020/21 | Oberliga Westfalen | V     | Saison annulliert | Saison annulliert | Saison annulliert |
| 2021/22 | Oberliga Westfalen | V     | 02.               | 50:29             | 58                |
| 2022/23 | Regionalliga West  | IV    | 17.               | 45:90             | 27                |
| 2023/24 | Oberliga Westfalen | V     | 13.               | 46:69             | 34                |
| 2024/25 | Oberliga Westfalen | V     | 08.               | 50:47             | 49                |

Das Insolvenzverfahren wurde vor dem Start der Saison 2020/21 abgeschlossen, in der die erste Herrenmannschaft in der fünftklassigen Oberliga Westfalen startete. Neuer Cheftrainer wurde Christian Britscho. Aufgrund der COVID-19-Pandemie konnte die Spielzeit ab November 2020 nicht mehr fortgeführt werden und wurde später annulliert. Bis zu diesem Zeitpunkt hatte die Mannschaft neun Ligaspiele absolviert und 14 Punkte geholt. In der Saison 2021/22 belegte die Mannschaft in der Vorrunde den 3. Platz und qualifizierte sich somit für die Meisterrunde. Dort erreichten die Wattenscheider den 2. Platz, womit man wieder in die Regionalliga West aufstieg, aus der man als Vorletzter am Ende der Saison 2022/23 sofort wieder zurück in die Oberliga absteigen musste. In der Saison 2023/24 der Oberliga Westfalen wurde Platz 13 erreicht.

## Erfolge
- Aufstieg in die Bundesliga: 1990
- Meister der Regionalliga West: 1974
- Meister der Regionalliga West/Südwest: 1997
- Meister der Oberliga Westfalen: 2005
- Meister der Verbandsliga Westfalen 2 bzw. Westfalenliga 2: 1969, 2008, 2012
- Westfalenpokalsieger: 2016

In der Ewigen Tabelle der Fußball-Bundesliga belegen die Wattenscheider Platz 37. In der Ewigen Tabelle der 2. Fußball-Bundesliga sind sie auf Platz 16 zu finden. Maurice Banach wurde in der Saison 1989/90 Torschützenkönig der 2. Bundesliga. In der Saison 1999/2000 wurde Marius Ebbers Torschützenkönig der Regionalliga West/Südwest.

## Persönlichkeiten

### Spieler
- Niklas Andersen
- Halil Altıntop
- Hamit Altıntop
- Carlos Babington
- Maurice Banach
- Yıldıray Baştürk
- Karsten Baumann
- Manfred Behrendt
- Dustin Bomheuer
- Hans Bongartz
- Hans-Günter Bruns
- Eduard Buckmaier
- Niko Bungert
- Dirk Caspers
- Gerhard Drews
- Michael Drews
- Ahmet Dursun
- Serhij Dychtjar
- Marius Ebbers
- Ralf Eilenberger
- Stefan Emmerling
- Thorsten Fink
- Marcus Feinbier
- Jens Grembowietz
- Bernd Gräwe
- Ewald Hammes
- Frank Hartmann
- Michael Henke
- Günter Hermann
- Helmut Horsch
- Ali Ibrahim
- Abdul Iyodo
- Srdjan Jankovic
- Jürgen Jendrossek
- Thomas Kläsener
- Harald Kohr
- Heinz-Josef Koitka
- Kai Koitka
- Dirk Kontny
- Karel Kula
- Harald Kügler
- Peter Kunkel
- Marek Leśniak
- Sven Lintjens
- Alexander Löbe
- Christian Maly
- Gabriel Melkam
- Hans Werner Moser
- Uwe Neuhaus
- Barış Özbek
- Bastian Pinske
- Michael Preetz
- Pasi Rautiainen
- Giuseppe Reina
- René Renno
- Souleyman Sané
- Wolfgang Schmitt
- Markus Schupp
- Michael Skibbe
- Michael Stuckmann
- Krisztián Szollár
- Mike Terranova
- Edin Terzić
- Lars Toborg
- Uwe Tschiskale
- Marcel Witeczek
- Carsten Wolters
- David Zajas

### Trainer seit 1973
Eine chronologische Übersicht über alle Trainer des Vereins seit 1973.
| Amtszeit              | Trainer             |
| --------------------- | ------------------- |
| ..00001973–.0011.1975 | Karl-Heinz Feldkamp |
| .0011.1975–..00001976 | Helmut Witte        |
| ..00001976–..00001977 | Erhard Ahmann       |
| ..00001977–.0002.1981 | Helmuth Schieth     |
| .0002.1981–.0004.1982 | Klaus Hilpert       |
| .0004.1982–..00001985 | Fahrudin Jusufi     |
| ..00001985–..00001987 | Hans-Werner Moors   |
| ..00001987–..00001989 | Gerd Roggensack     |
| ..00001989–.0003.1994 | Hannes Bongartz     |
| .0003.1994–..00001994 | Frank Hartmann      |

| Amtszeit              | Trainer              |
| --------------------- | -------------------- |
| ..00001994–.0003.1995 | Hans-Peter Briegel   |
| .0003.1995–.0009.1995 | Franz-Josef Kneuper  |
| .0009.1995–.0004.1996 | Heinz-Josef Koitka   |
| .0004.1996–..00001996 | Peter Vollmann       |
| ..00001996–.0009.1998 | Franz-Josef Tenhagen |
| .0009.1998–..00002004 | Hannes Bongartz      |
| ..00002004–.0010.2004 | Peter Kunkel         |
| .0010.2004–..00002006 | Georg Kreß           |
| ..00002006–.0012.2006 | Frank Wagener        |
| .0012.2006–.0004.2009 | Dirk Helmig          |

| Amtszeit              | Trainer            |
| --------------------- | ------------------ |
| .0004.2009–..00002010 | Thomas Obliers     |
| ..00002009–.0003.2010 | Stefan Blank       |
| .0004.2010–..00002010 | Marek Lesniak      |
| ..00002010–..00002014 | André Pawlak       |
| ..00002014–.0012.2014 | Christoph Klöpper  |
| 29.12.2014–23.10.2019 | Farat Toku         |
| 01.07.2020–19.09.2023 | Christian Britscho |
| seit 26.09.2023       | Engin Yavuzaslan   |

## Weitere Mannschaften

### Zweite Mannschaft
Die zweite Mannschaft der SG Wattenscheid 09 spielte auf dem Sportplatz Espenloh mit einer Kapazität von 1.000 Stehplätzen.

#### Geschichte
Die zweite Mannschaft des Vereins erreichte noch unter der Bezeichnung SG Wattenscheid 09 Amateure nach zwei Aufstiegen in Folge 1970 die damals drittklassige Verbandsliga Westfalen. Nach einem vierten Platz in der Saison 1971/72 wurden die Wattenscheider fünf Jahre später Dritter. Damit verpasste die Mannschaft nur knapp die Möglichkeit, sich für die deutsche Amateurmeisterschaft zu qualifizieren. In der folgenden Spielzeit verpasste sie die Qualifikation für die neu geschaffene Oberliga Westfalen.
Nach einer Vizemeisterschaft im Jahr 1982 hinter dem STV Horst-Emscher hatte die Mannschaft zwei Jahre später die Chance zum Oberligaaufstieg, verlor aber das Entscheidungsspiel um die Meisterschaft gegen Hellweg Lütgendortmund mit 2:3 nach Verlängerung. Ein Jahr später wurden die Amateure erneut Vizemeister, dieses Mal hinter dem SuS Hüsten 09. Die Mannschaft setzte sich in den Aufstiegsspielen zwar gegen den SC Verl durch, verpasste aber den Aufstieg, weil Oberligameister SC Eintracht Hamm in der Aufstiegsrunde zur 2. Bundesliga scheiterte. 1986 gelang schließlich der Sprung in die Oberliga Westfalen.
Einem fünften Platz in der Saison 1986/87 folgte Rang vier ein Jahr später. Doch schon in der folgenden Saison 1988/89 stiegen die Amateure als Vorletzter in die Verbandsliga ab. Dort wurden die Wattenscheider 1990 Vizemeister hinter Rot-Weiß Lüdenscheid und scheiterten in den anschließenden Relegationsspielen am 1. FC Recklinghausen. Zwei Jahre später gelang die Rückkehr in die Oberliga. Eigentlich hätte Wattenscheid eine Relegation gegen Lüdenscheid und der SpVg Brakel spielen müssen, doch der Verband entschied, dass beide Verbandsligavizemeister aufsteigen durften.
Als Tabellensechster der Saison 1993/94 qualifizierten sich die Amateure für die neu geschaffene Regionalliga West/Südwest, aus der die Mannschaft zwei Jahre später wieder absteigen musste. Zurück in der Oberliga erreichten die Wattenscheider 1998 noch einmal den dritten Platz. Der sportliche Absturz in den 2000er Jahren wurde durch Abstiege der eigenen ersten Mannschaft eingeläutet. 2004 musste die Mannschaft trotz sportlich erreichten Klassenerhalts in die Verbandsliga runter, da die Erste in die Oberliga abgestiegen war.
Drei Jahre später wiederholte sich diese Konstellation in der Verbandsliga. Drei Abstiege in Folge brachten die Wattenscheider Reserve 2010 in die Bochumer Kreisliga A. Nach vier Jahren sicherte sich die Mannschaft die Staffelmeisterschaft und schaffte mit einem 2:1-Sieg über die zweite Mannschaft des SV Herbede den Aufstieg in die Bezirksliga. Nach nur einem Jahr mussten die Wattenscheider zurück in die Kreisliga A. In der darauffolgenden Spielzeit 2015/2016 stieg die "Zwote" erneut ab und wurde im Sommer 2018 aufgelöst.

#### Erfolge
- Qualifikation für die Regionalliga West/Südwest: 1994
- Meister der Verbandsliga Westfalen 2: 1986
- Aufstieg in die Oberliga Westfalen: 1986, 1992

### Jugendabteilung

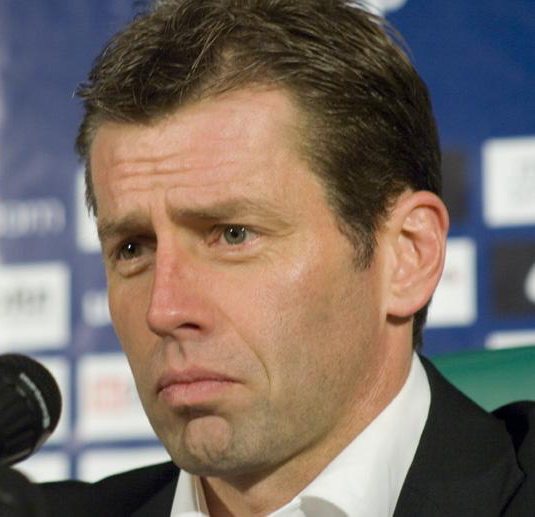
Michael Skibbe

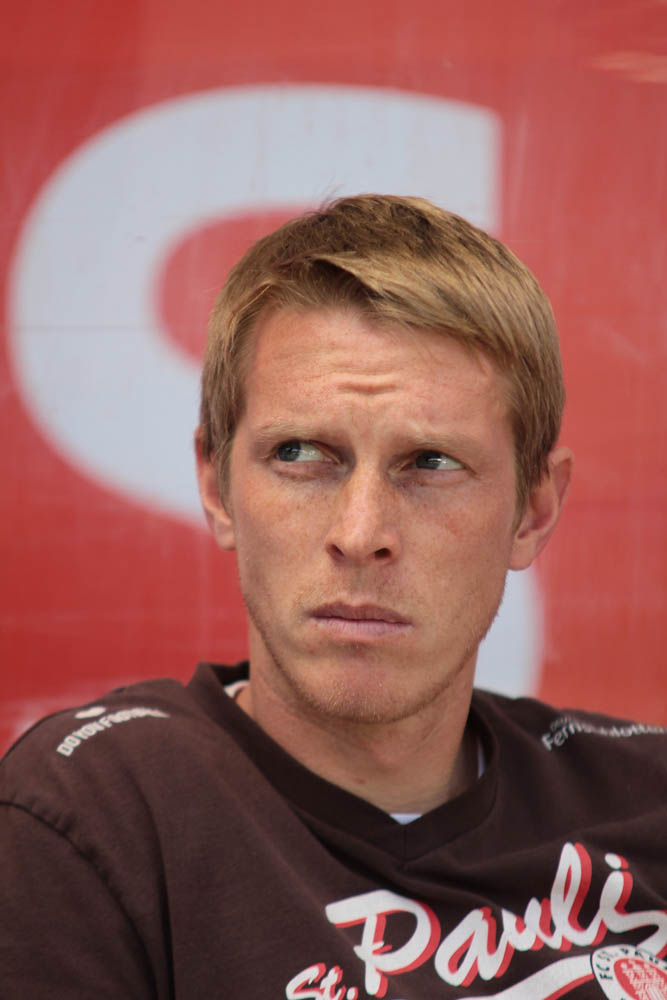
Marius Ebbers

Die SG Wattenscheid 09 ist für ihre hervorragende Jugendarbeit bekannt. Die SG 09 Wattenscheid war der einzige Amateurverein in Deutschland, dessen A- und B- und C-Junioren und B-Juniorinnen in der jeweiligen höchsten deutschen Juniorenklasse spielten. Die A-Jugend spielte von 2003 bis 2007 und von 2009 bis 2011 in der A-Junioren-Bundesliga. Die B-Jugend spielte in der Saison 2007/08 und von 2009 bis 2011 in der U-17-Bundesliga. Der größte Erfolg war der Gewinn der deutschen B-Jugendmeisterschaft 1982
Viele Fußballtalente wurden in den letzten Jahren entdeckt, gefördert und dem Profifußball zugeführt, z. B. Leroy Sané (Manchester City),  Niko Bungert (1. FSV Mainz 05), die Brüder Halil und Hamit Altıntop (FC Augsburg, Galatasaray), Yıldıray Baştürk (Blackburn Rovers), Pierre-Michel Lasogga (Hamburger SV), Kerem Demirbay (TSG 1899 Hoffenheim), İshak Doğan (Trabzonspor) sowie Dustin Bomheuer (MSV Duisburg). Weitere Spieler, die aus der Jugend der SG Wattenscheid 09 in den bezahlten Fußball gingen, sind Felix Bastians, Sergio Allievi, Marius Ebbers, Dirk Kontny und Michael Skibbe.

#### Erfolge der Jugendabteilung
- Deutscher B-Jugendmeister 1982[26]
- A-Jugend-Westfalenmeister 1982[27]
- A-Jugend-Westfalenpokalsieger 1999[28]
- B-Jugend-Westfalenmeister 1982, 2006[27]
- B-Jugend-Westfalenpokalsieger 1982, 1990, 1993, 1994, 1995[28]
- B-Jugend-WFLV-Pokalsieger 1988, 1989, 1990, 1994, 1998[29]
- C-Jugend-Westfalenpokalsieger 1991[28]
- C-Jugend-WFLV-Pokalsieger 1991, 1992[29]
- D-Jugend-Westfalenmeister 1977, 1982, 2011[27]
- B-Juniorinnen-WFLV-Meister 2009[29]
- B-Juniorinnen-Westfalenmeister 1987[27]

### Frauenfußball

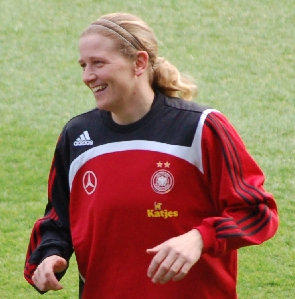
Kerstin Stegemann

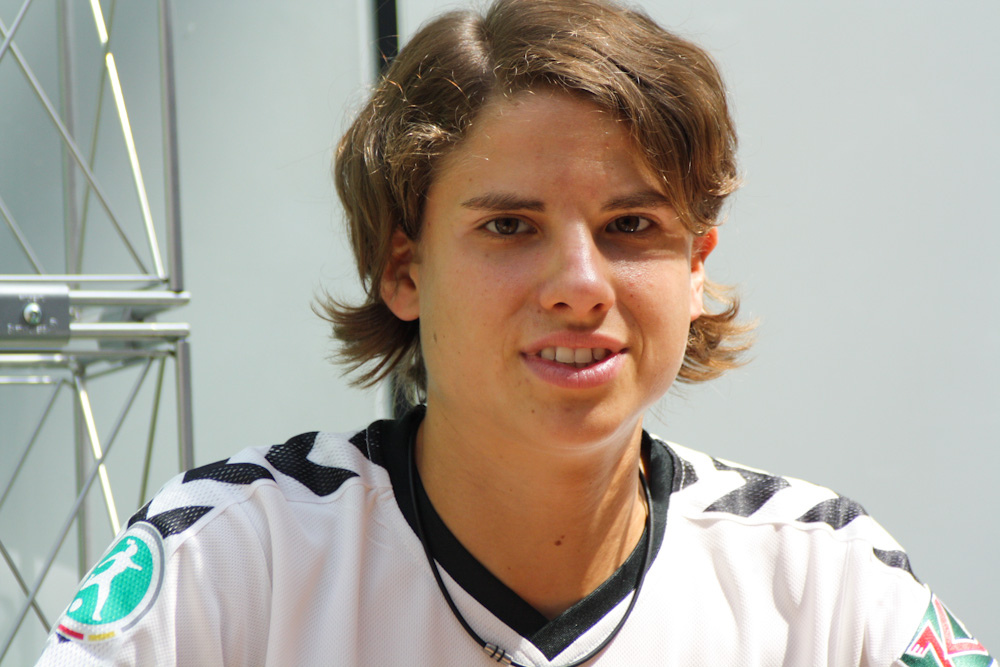
Annike Krahn

#### Geschichte
Die Frauenfußballabteilung wurde 1973 gegründet. Erster großer Erfolg war die Meisterschaft in der Regionalliga West im Jahre 1994. In der anschließenden Aufstiegsrunde schaffte die Mannschaft den Sprung in die Bundesliga. Jedoch folgte der sofortige Wiederabstieg. Der direkte Wiederaufstieg wurde nur wegen des um zwei Tore schlechteren Torverhältnisses gegenüber dem Schmalfelder SV verpasst. Ein Jahr später verpasste die Mannschaft den Aufstieg in die eingleisige Bundesliga. Es folgten mehrere Jahre in der Spitzengruppe der Regionalliga, ohne jedoch ernsthaft um die Meisterschaft mitspielen zu können. Erst 2004 wurde die Mannschaft mit einem Punkt Rückstand hinter der SG Essen-Schönebeck Vizemeister und qualifizierte sich für die neue 2. Bundesliga.
Die Frauenmannschaft stieg drei Spieltage vor Saisonschluss 2006/07 mit einem 4:0-Sieg gegen Holstein Kiel in die Bundesliga auf. Mit dem abschließenden 8:0-Erfolg gegen den TSV Jahn Calden im letzten Heimspiel der Saison, stellte die Mannschaft einen neuen Rekord auf; sie gewann alle Heimspiele der Saison. Aufgrund der prekären finanziellen Situation des Vereins wurde über eine Abspaltung der Frauenfußballabteilung diskutiert. Die Mitglieder erteilten diesen Bestrebungen jedoch auf einer außerordentlichen Versammlung am 12. Juni 2007 eine Absage. Nach einer misslungenen Saison musste der sofortige Wiederabstieg hingenommen werden.
In der Saison 2008/09 sorgten die Wattenscheiderinnen im DFB-Pokal noch einmal für Furore, als sie erst im Halbfinale scheiterten, mit 0:3 beim 1. FFC Turbine Potsdam. Zum 1. Juli 2010 wurde die Abteilung Frauen- und Mädchenfußball der SG Wattenscheid 09 vom VfL Bochum übernommen. In der Saison 2023/24 wurde wieder eine Mannschaft gemeldet, die in der Kreisliga Bochum startete.

#### Erfolge
- Aufstieg in die Bundesliga: 1994, 2007
- Meister der 2. Bundesliga Nord: 2006/07
- Meister der Regionalliga West: 1993/94, 1995/96, 1996/97
- Vizemeister der B-Juniorinnen: 2003/04

#### Spielerinnen
Die SG Wattenscheid 09 stellte mit Kerstin Stegemann eine deutsche Nationalspielerin und brachte mit Annike Krahn eine weitere hervor. Jennifer Ninaus wurde 2007 und 2009 jeweils Torschützenkönigin der 2. Bundesliga. Daniela Löwenberg wurde 2006 und 2007 U-19-Europameisterin. 2009 stellte Wattenscheid mit Claudia Götte, Kyra Malinowski und Ramona Petzelberger drei U-17-Europameisterinnen.

## Stadion

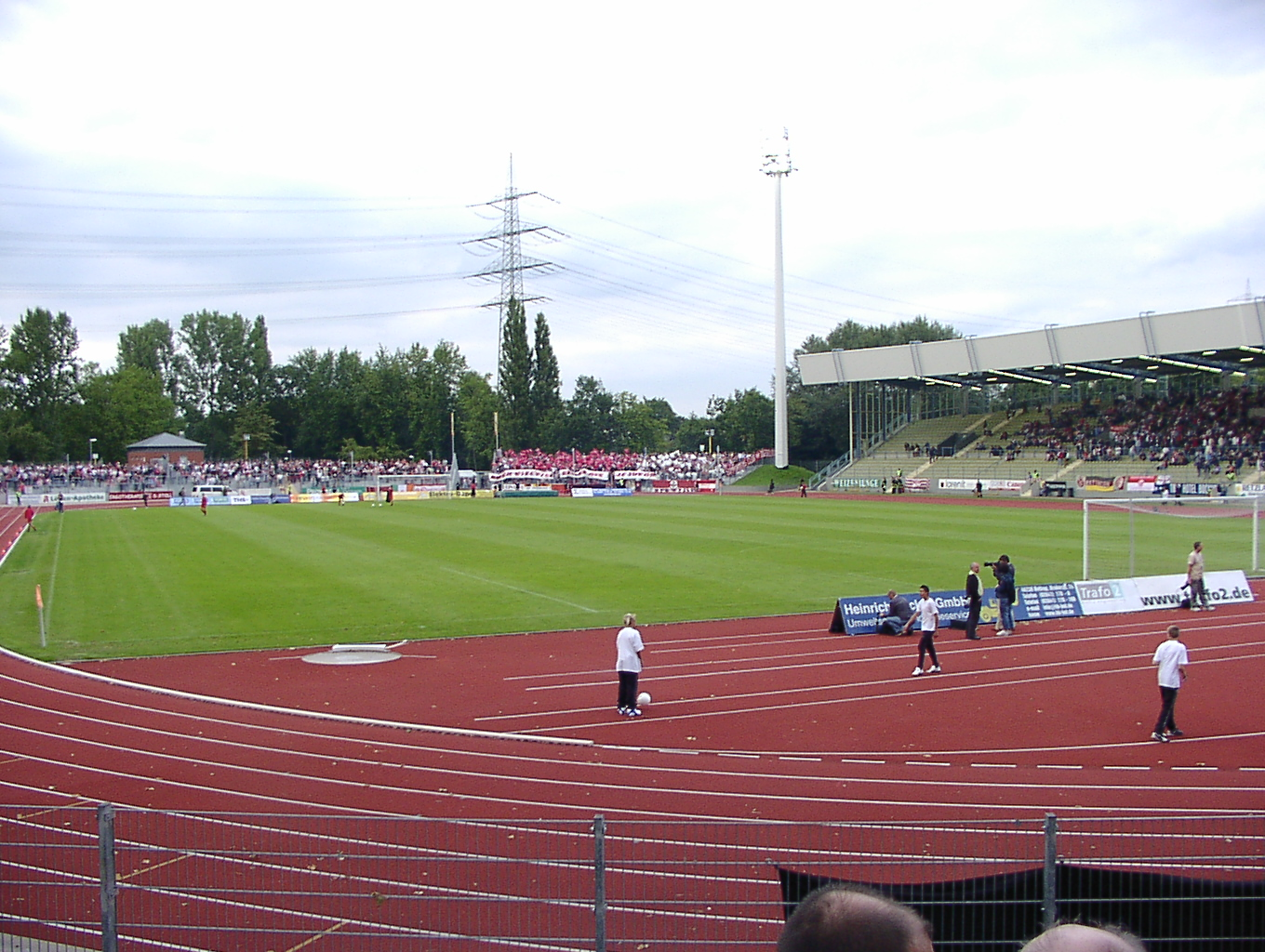
Lohrheidestadion

Die SG Wattenscheid 09 trägt seit 1965 ihre Heimspiele im Wattenscheider Lohrheidestadion aus. Das Stadion mit einer Kapazität von 16.233 Plätzen, davon 5.033 überdachte Sitzplätze, wurde 1954 eröffnet und in den Jahren 1992 und 2002 renoviert.
Die erste sportliche Heimat war der Sportplatz an der Zeche Holland, ehe der Verein ab 1919 den Sportplatz Südstraße nutzte. Von 1927 bis 1934 sowie von 1945 bis 1965 waren die Wattenscheider im Stadion Beckmannshof zu Hause. Zwischenzeitlich nutzte der Verein den Sportplatz an der Verbandsstraße.
2002, 2005 und 2012 war das Stadion Austragungsort der deutschen Leichtathletik-Meisterschaften und von 2007 bis 2010 fand jährlich die DLV-Gala im Lohrheidestadion statt.
Von 2023 bis 2025 wird das Stadion umgebaut. Es soll den höchsten Anforderungen des Deutschen Leichtathletik Verbandes (DLV) entsprechen. Es ist dann das einzige Stadion in Nordrhein-Westfalen, was die Anforderungen für nationale und internationale Leichtathletikveranstaltungen erfüllt. Die Kosten des Gesamtprojekts liegen bei 51,5 Millionen Euro für zwei Bauabschnitte. Das erste Teilprojekt umfasst den Umbau des Lohrheidestadions, das mit Hilfe der Sportstättenbauförderung des Landes in Höhe von 30,9 Millionen Euro realisiert wird. Ein weiteres Teilprojekt umfasst das umliegende Areal, zu dessen Modernisierung Fördermittel aus dem Städtebau beantragt wurden. Trotz der Baumaßnahmen soll das Lohrheidestadion während der gesamten Zeit für den Spielbetrieb der SGW nutzbar sein.